# Mario Cardinali
Mario Cardinali (né à Livourne le 5 février 1937) est un journaliste et homme de lettres italien, fondateur de la maison d'édition Mario Cardinali Editore, qui publie notamment depuis 1982 le mensuel satirique Il Vernacoliere.